# Noemi
Veronica Scopelliti, més coneguda amb el nom artistic de Noemi (Roma, 25 de gener de 1982), és una cantant, cantautora i compositora italiana.

## Discografia

### Àlbums
| Any  | Àlbum                            | Classificació | Classificació | Certificació | Vendes   |
| Any  | Àlbum                            | Itàlia        | Europa        | Certificació | Vendes   |
| ---- | -------------------------------- | ------------- | ------------- | ------------ | -------- |
| 2009 | Sulla mia pelle                  | 3             | 44            | 2x Platí     | 140.000+ |
| 2010 | Sulla mia pelle (Deluxe Edition) | 3             | 42            | 2x Platí     | 140.000+ |
| 2011 | RossoNoemi                       | 6             | -             | 2x Platí     | 120.000+ |
| 2014 | Made in London                   | 2             | 1             | Or           | 160.000+ |
| 2016 | Cuore d'artista                  | 6             |               |              |          |
| 2018 | La luna                          | 13            |               |              |          |
| 2021 | Metamorfosi                      | 17            |               |              |          |

### Extended play (EP)
| Any  | Àlbum | Classificació | Classificació | Certificació | Vendes  |
| Any  | Àlbum | Itàlia        | Europa        | Certificació | Vendes  |
| ---- | ----- | ------------- | ------------- | ------------ | ------- |
| 2009 | Noemi | 8             | 97            | Or           | 50.000+ |

### Senzills
| Any  | Senzill                                | Classificació | Classificació | Certificació | Àlbum/EP                         |
| Any  | Senzill                                | Itàlia        | Europa        | Certificació | Àlbum/EP                         |
| ---- | -------------------------------------- | ------------- | ------------- | ------------ | -------------------------------- |
| 2009 | Briciole                               | 2             | 51            | Or           | Noemi                            |
| 2009 | L'amore si odia (amb Fiorella Mannoia) | 1             | 34            | 2x Platí     | Sulla mia pelle                  |
| 2009 | L'amore si odia (amb Fiorella Mannoia) | 1             | 34            | 2x Platí     | Ho imparato a sognare            |
| 2010 | Per tutta la vita                      | 1             | 42            | Platí        | Sulla mia pelle (Deluxe Edition) |
| 2010 | Vertigini                              | -             | -             |              | Sulla mia pelle (Deluxe Edition) |
| 2011 | Vuoto a perdere                        | 6             | 47            | Platí        | RossoNoemi                       |
| 2011 | Odio tutti i cantanti                  | -             | -             |              | RossoNoemi                       |
| 2011 | Poi inventi il modo                    | -             | -             |              | RossoNoemi                       |
| 2012 | Sono solo parole                       | 3             | -             | Platí        | RossoNoemi - 2012 Edition        |

### Col·laboracions

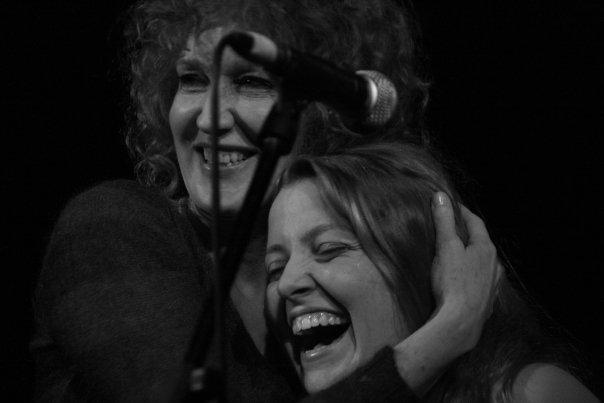
Noemi amb Fiorella Mannoia

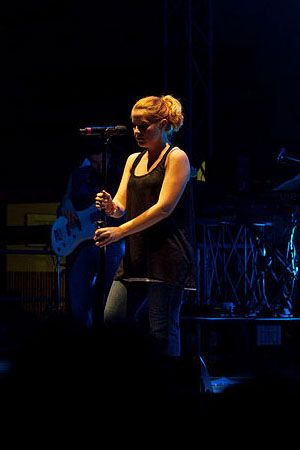
Noemi en concert a Varallo el 2010

- 2009 - L'amore si odia amb Fiorella Mannoia
- 2009 - Quanto ti voglio amb Claudio Baglioni i Gianluca Grignani
- 2010 - Il mio canto libero amb Amiche per l'Abruzzo
- 2010 - L'amore si cambia live amb Fiorella Mannoia
- 2010 - Come si cambia amb Neri per Caso
- 2011 - La promessa amb Stadio

## Participacions en elFestival de la cançó de Sanremo
- 2010 - 60° Festival de Sanremo - Per tutta la vita: posició 4
- 2012 - 62° Festival de Sanremo - Sono solo parole: posició 3

## Premis
- 2009 - Noemi: disc d'or
- 2009 - Wind Music Awards com millor cantant
- 2009 - Briciole: disc d'or
- 2010 - Per tutta la vita: disc de platí
- 2010 - Wind Music Awards (amb Fiorella Mannoia) de L'amore si odia
- 2010 - Wind Music Awards de Per tutta la vita
- 2010 - Wind Music Awards de Sulla mia pelle
- 2011 - Sulla mia pelle: 2× disc de platí
- 2011 - RossoNoemi: 2× disc de platí
- 2011 - Wind Music Awards de Sulla mia pelle
- 2011 - Wind Music Awards de RossoNoemi
- 2011 - Nastro d'argento de Vuoto a perdere
- 2011 - Vuoto a perdere disc de platí
- 2011 - Premio Lunezia de Vuoto a perdere
- 2011 - L'amore si odia: 2× disc de platí (amb Fiorella Mannoia)
- 2012 - Sono solo parole: disc de platí

## Gires realitzades
Noemi ha realitzat diverses gires:
- 2009 - Noemi tour:  Itàlia
- 2009/2010 - Sulla mia pelle tour I:  Itàlia
- 2010 - Sulla mia pelle tour II:  Itàlia,  Eslovènia
- 2011 - RossoNoemi tour:  Itàlia